# 第二種感染症指定医療機関
第二種感染症指定医療機関（だいにしゅかんせんしょうしていいりょうきかん）とは、感染症の予防及び感染症の患者に対する医療に関する法律で定められた二類感染症（急性灰白髄炎（ポリオ）、結核、ジフテリア、重症急性呼吸器症候群（SARS）、中東呼吸器症候群（MERS）、鳥インフルエンザ等）の患者に対する日本の医療機関。都道府県知事が指定する。
2021年10月1日現在、日本全国に計351医療機関（計1,766床）ある。結核病床（稼働病床）を有するのは166医療機関（計3,017床）。

## 一覧
以下、2021年10月1日現在

### 北海道
- 市立函館病院
- 国立病院機構函館病院
- 北海道立江差病院
- 八雲総合病院
- 市立札幌病院
- 北海道医療センター
- 地域医療機能推進機構北海道病院
- 小樽市立病院
- 倶知安厚生病院
- 岩見沢市立総合病院
- 砂川市立病院
- 深川市立病院
- 市立室蘭総合病院
- 苫小牧市立病院
- 浦河赤十字病院
- 市立旭川病院
- 国立病院機構旭川医療センター
- 名寄市立総合病院
- 北海道社会事業協会富良野病院
- 留萌市立病院
- 市立稚内病院
- 網走厚生病院
- 北見赤十字病院
- 広域紋別病院
- 遠軽厚生病院
- 帯広厚生病院
- 市立釧路総合病院
- 市立根室病院

### 東北

#### 青森県
- 弘前大学医学部附属病院
- 八戸市立市民病院
- 青森県立中央病院
- 青森病院
- つがる総合病院
- 十和田市立中央病院
- むつ総合病院

#### 岩手県
- 盛岡市立病院
- 国立病院機構盛岡医療センター
- 盛岡つなぎ温泉病院
- 岩手県立中部病院
- 北上済生会病院
- 岩手県立遠野病院
- 奥州市総合水沢病院
- 岩手県立胆沢病院
- 岩手県立江刺病院
- 岩手県立磐井病院
- 岩手県立千厩病院
- 岩手県立大船渡病院
- 岩手県立宮古病院
- 岩手県立久慈病院
- 岩手県立二戸病院
- 岩手県立一戸病院

#### 宮城県
- 公立刈田綜合病院

- 仙台市立病院
- 大崎市民病院
- 石巻赤十字病院
- 気仙沼市立病院
- 栗原市立栗原中央病院
- 医療法人宏人会木町病院
- 地域医療機能推進機構仙台病院
- 長町病院
- 光ヶ丘スペルマン病院
- 仙台徳洲会病院
- 坂総合病院
- 登米市立登米市民病院

#### 秋田県
- かづの厚生病院
- 大館市立総合病院
- 北秋田市民病院
- 能代厚生医療センター
- 秋田厚生医療センター
- 市立秋田総合病院
- 由利組合総合病院
- 国立病院機構あきた病院
- 大曲厚生医療センター
- 平鹿総合病院
- 市立横手病院
- 雄勝中央病院

#### 山形県
- 山形県立河北病院
- 山形県立新庄病院
- 公立置賜総合病院
- 日本海総合病院
- 国立病院機構山形病院

#### 福島県
- 福島県立医科大学附属病院
- 福島赤十字病院
- 公立藤田総合病院
- 公立岩瀬病院
- 太田西ノ内病院
- 白河厚生総合病院
- 福島県立医科大学会津医療センター附属病院
- 竹田綜合病院
- いわき市医療センター
- 福島県立大野病院（震災後、全面休止中）

### 関東

#### 茨城県
- 水戸赤十字病院
- 茨城県立中央病院
- 日立総合病院
- ひたちなか総合病院
- 国立病院機構茨城東病院
- 常陸大宮済生会病院
- 鹿島病院
- 土浦協同病院
- 筑波メディカルセンター病院
- 筑波学園病院
- JAとりで総合医療センター
- 古河赤十字病院
- 茨城西南医療センター病院

#### 栃木県
- 国立病院機構栃木医療センター
- 日光市民病院
- 芳賀赤十字病院
- とちぎメディカルセンターしもつが
- 那須赤十字病院
- 佐野厚生総合病院
- 国立病院機構宇都宮病院
- 足利赤十字病院
- 栃木県立岡本台病院

#### 群馬県
- 前橋赤十字病院
- 国立病院機構渋川医療センター
- 伊勢崎市民病院
- 国立病院機構高崎総合医療センター
- 公立藤岡総合病院
- 公立富岡総合病院
- 原町赤十字病院
- 国立病院機構沼田病院
- SUBARU健康保険組合太田記念病院
- 公立館林厚生病院
- 桐生厚生総合病院
- 群馬県立精神医療センター
- 松井田病院

#### 埼玉県
- 埼玉医科大学病院

- さいたま市立病院
- 東松山市立市民病院
- 深谷赤十字病院
- 本庄総合病院
- 春日部市立医療センター
- 埼玉県立循環器・呼吸器病センター
- 上尾中央総合病院
- 国立病院機構埼玉病院
- 国立病院機構東埼玉病院
- 埼玉県立精神医療センター
- 獨協医科大学埼玉医療センター

#### 千葉県
- 千葉大学医学部附属病院
- 千葉市立青葉病院
- 地域医療機能推進機構船橋中央病院
- 東京ベイ・浦安市川医療センター
- 松戸市立総合医療センター
- 成田赤十字病院
- 国保旭中央病院
- 髙根病院
- いすみ医療センター
- 南房総市立富山国保病院
- 君津中央病院
- 千葉東病院
- 国際医療福祉大学市川病院
- 本多病院
- 千葉県立佐原病院
- 初石病院
- 小張総合病院
- 日本医科大学千葉北総病院
- 東京女子医科大学八千代医療センター
- 東千葉メディカルセンター
- 亀田総合病院
- 国立病院機構下総精神医療センター
- 千葉県循環器病センター
- 千葉中央メディカルセンター

#### 東京都
- 東京都立駒込病院
- 東京都立墨東病院
- 東京都保健医療公社荏原病院
- 東京都保健医療公社豊島病院
- 青梅市立総合病院
- 東京医科大学八王子医療センター
- 立川病院
- 武蔵野赤十字病院
- 公立昭和病院
- 国民健康保険町立八丈病院
- 東立病院
- 江戸川メディケア病院
- 新山手病院
- 東京慈恵会医科大学附属第三病院
- 複十字病院
- 清瀬リハビリテーション病院
- 国立病院機構東京病院
- 東京都立多摩総合医療センター
- 国立国際医療研究センター病院
- 虎の門病院
- JR東京総合病院
- 日本大学医学部附属板橋病院
- 東京都立小児総合医療センター
- 東京曳舟病院
- 中野共立病院
- 聖路加国際病院
- 日本赤十字社医療センター
- 大田病院
- 河北総合病院分院
- 日本医科大学付属病院
- 慶應義塾大学病院
- 東京都立松沢病院

#### 神奈川県
- 横浜市立市民病院
- 川崎市立川崎病院
- 横須賀市立市民病院
- 厚木市立病院
- 藤沢市民病院
- 神奈川県立足柄上病院
- 平塚市民病院
- 相模原協同病院
- 神奈川病院
- 横浜市立大学附属病院
- 川崎市立井田病院
- 神奈川県立循環器呼吸器病センター

### 中部

#### 新潟県
- 新潟市民病院
- 新潟県立新発田病院
- 長岡赤十字病院
- 新潟大学地域医療教育センター・魚沼基幹病院
- 新潟県立中央病院
- 国立病院機構西新潟中央病院
- 村上はまなす病院
- 信楽園病院
- 柏崎総合医療センター
- 上越地域医療センター病院
- 佐渡総合病院

#### 富山県
- 黒部市民病院
- 国立病院機構富山病院
- 富山大学附属病院
- 富山市民病院
- 射水市民病院
- 高岡市民病院
- 金沢医科大学氷見市民病院
- 市立砺波総合病院

#### 石川県
- 国民健康保険小松市民病院
- 金沢市立病院
- 国立病院機構七尾病院
- 市立輪島病院
- 石川県立中央病院
- 松原病院
- 公立能登総合病院
- 珠洲市総合病院

#### 福井県
- 福井県立病院
- 福井赤十字病院
- 福井県済生会病院
- 地域医療機能推進機構福井勝山総合病院
- 公立丹南病院
- 市立敦賀病院
- 国立病院機構敦賀医療センター
- 杉田玄白記念公立小浜病院

#### 山梨県
- 山梨県立中央病院
- 市立甲府病院
- 北杜市立甲陽病院
- 山梨厚生病院
- 峡南医療センター富士川病院
- 国民健康保険富士吉田市立病院
- 大月市立中央病院

#### 長野県
- 佐久総合病院
- 国立病院機構信州上田医療センター
- 岡谷市民病院
- 伊那中央病院
- 飯田市立病院
- 長野県立木曽病院
- 松本市立病院
- 市立大町総合病院
- 長野松代総合病院
- 長野県立信州医療センター
- 北信総合病院
- 国立病院機構まつもと医療センター
- 長野赤十字病院

#### 岐阜県
- 岐阜赤十字病院
- 大垣市民病院
- 中濃厚生病院
- 岐阜県立多治見病院
- 久美愛厚生病院
- 国立病院機構長良医療センター

#### 静岡県
- 国際医療福祉大学熱海病院
- 裾野赤十字病院
- 富士市立中央病院
- 静岡市立静岡病院
- 静岡県立総合病院
- 静岡済生会総合病院
- 島田市立総合医療センター
- 藤枝市立総合病院
- 磐田市立総合病院
- 掛川市・袋井市病院企業団立中東遠総合医療センター
- 浜松医療センター
- 浜松市国民健康保険佐久間病院
- 国立病院機構天竜病院
- 聖隷三方原病院
- 下田メディカルセンター

#### 愛知県
- 旭労災病院
- 一宮市立市民病院
- 海南病院
- 刈谷豊田総合病院
- 西知多総合病院
- 春日井市民病院
- 大同病院
- 知多厚生病院
- 国立病院機構東尾張病院
- 名古屋市立東部医療センター
- 国立病院機構東名古屋病院
- 豊橋市民病院
- 豊川市民病院
- 豊田厚生病院
- 公立陶生病院

### 近畿

#### 三重県
- 三重北医療センターいなべ総合病院
- 三重県立総合医療センター
- 市立四日市病院
- 地域医療機能推進機構四日市羽津医療センター
- 鈴鹿中央総合病院
- 国立病院機構三重病院
- 国立病院機構三重中央医療センター
- 国立病院機構榊原病院
- 松阪市民病院
- 伊勢赤十字病院
- 紀南病院

#### 滋賀県
- 市立大津市民病院
- 済生会滋賀県病院
- 公立甲賀病院
- 近江八幡市立総合医療センター
- 彦根市立病院
- 長浜赤十字病院
- 高島市民病院
- 地域医療機能推進機構滋賀病院
- 国立病院機構東近江総合医療センター

#### 京都府
- 京都府立医科大学附属病院
- 京都市桃陽病院
- 京都市立病院
- 京都第一赤十字病院
- 京都大学医学部附属病院
- 京都桂病院
- 国立病院機構南京都病院
- 京都きづ川病院
- 京都山城総合医療センター
- 京都中部総合医療センター
- 福知山市民病院

#### 大阪府
- りんくう総合医療センター
- 大阪市立総合医療センター
- 堺市立総合医療センター
- 市立豊中病院
- 市立ひらかた病院
- 大阪はびきの医療センター
- 国立病院機構大阪刀根山医療センター
- 高槻赤十字病院
- 大阪複十字病院
- 阪奈病院
- 大阪市立十三市民病院
- 国立病院機構近畿中央呼吸器センター

#### 兵庫県
- 神戸市立医療センター中央市民病院
- 神戸市立西神戸医療センター
- 兵庫県立尼崎総合医療センター
- 谷向病院
- 国立病院機構兵庫中央病院
- 兵庫県立加古川医療センター
- 市立加西病院
- 姫路赤十字病院
- 赤穂市民病院
- 赤穂仁泉病院
- 公立豊岡病院
- 公立八鹿病院
- 兵庫県立丹波医療センター
- 兵庫県立淡路医療センター

#### 奈良県
- 奈良県立医科大学附属病院
- 済生会中和病院
- 市立奈良病院
- 南奈良総合医療センター
- 奈良県総合医療センター
- 国立病院機構奈良医療センター
- 国立病院機構やまと精神医療センター

#### 和歌山県
- 日本赤十字社和歌山医療センター
- 公立那賀病院
- 和歌山県立医科大学附属病院紀北分院
- 有田市立病院
- ひだか病院
- 紀南病院
- 新宮市立医療センター
- 和歌山生協病院
- 紀和病院
- 国立病院機構和歌山病院

### 中国

#### 鳥取県
- 鳥取県立中央病院
- 鳥取県立厚生病院
- 鳥取県済生会境港総合病院
- 鳥取大学医学部附属病院

#### 島根県
- 松江市民病院
- 雲南市立病院
- 島根県立中央病院
- 大田市立病院
- 国立病院機構浜田医療センター
- 益田赤十字病院
- 隠岐病院
- 国立病院機構松江医療センター

#### 岡山県
- 岡山市立市民病院
- 倉敷中央病院
- 津山中央病院
- 岡山県健康づくり財団附属病院
- 南岡山医療センター
- 平病院

#### 広島県
- 広島市立舟入市民病院
- 福山市民病院
- 国立病院機構東広島医療センター
- 吉島病院
- 呉共済病院
- 中国中央病院
- 庄原赤十字病院

#### 山口県
- 山口県立総合医療センター
- 地域医療機能推進機構徳山中央病院
- 下関市立市民病院
- 長門総合病院

### 四国

#### 徳島県
- 徳島大学病院
- 徳島県立中央病院
- 徳島県立三好病院
- 徳島県立海部病院
- 国立病院機構東徳島医療センター

#### 香川県
- 高松赤十字病院
- 香川県立中央病院
- 国立病院機構高松医療センター
- 高松市立みんなの病院
- さぬき市民病院
- 小豆島中央病院
- 坂出市立病院
- 国立病院機構四国こどもとおとなの医療センター
- 香川県立丸亀病院
- 三豊総合病院

#### 愛媛県
- 愛媛県立新居浜病院
- 西条中央病院
- 今治市医師会市民病院
- 愛媛県立中央病院
- 松山赤十字病院
- 国立病院機構愛媛医療センター
- 市立大洲病院
- 市立八幡浜総合病院
- 西予市立西予市民病院
- 市立宇和島病院
- 松山記念病院

#### 高知県
- 高知医療センター
- 国立病院機構高知病院
- 高知県立あき総合病院
- 高知県立幡多けんみん病院

### 九州

#### 福岡県
- 国立病院機構福岡東医療センター
- 福岡市民病院
- 北九州市立医療センター
- 田川市立病院
- 聖マリア病院
- 国立病院機構九州医療センター
- 福岡赤十字病院
- 福岡大学筑紫病院
- 福岡徳洲会病院
- 筑後市立病院
- 国立病院機構大牟田病院
- 新古賀病院
- 北九州市立門司病院
- 西福岡病院
- 岡部病院
- 地域医療機能推進機構福岡ゆたか中央病院
- 福岡県立精神医療センター太宰府病院
- 船小屋病院

#### 佐賀県
- 佐賀県医療センター好生館
- 国立病院機構東佐賀病院
- 国立病院機構嬉野医療センター
- 唐津赤十字病院
- 伊万里有田共立病院
- 国立病院機構肥前精神医療センター

#### 長崎県
- 長崎みなとメディカルセンター
- 佐世保市総合医療センター
- 北松中央病院
- 地域医療機能推進機構諫早総合病院
- 日本赤十字社長崎原爆諫早病院
- 国立病院機構長崎川棚医療センター
- 国立病院機構長崎医療センター
- 長崎県島原病院
- 長崎県五島中央病院
- 長崎県上五島病院
- 長崎県壱岐病院
- 長崎県対馬病院

#### 熊本県
- 熊本市民病院
- 熊本県立こころの医療センター
- 江南病院
- 荒尾市民病院
- 山鹿市民医療センター
- 菊池郡市医師会立病院
- 阿蘇医療センター
- 宇城総合病院
- 国立病院機構熊本南病院
- 地域医療機能推進機構熊本総合病院
- 熊本労災病院
- 国保水俣市立総合医療センター
- 地域医療機能推進機構人吉医療センター
- 地域医療機能推進機構天草中央総合病院
- 天草市立栖本病院

#### 大分県
- 国東市民病院
- 大分県厚生連鶴見病院
- 国立病院機構西別府病院
- 国立病院機構別府医療センター
- 大分赤十字病院
- 大分県立病院
- 大分大学医学部附属病院
- 臼杵市医師会立コスモス病院
- 地域医療機能推進機構南海医療センター
- 豊後大野市民病院
- 大分県済生会日田病院
- 宇佐高田医師会病院

#### 宮崎県
- 県立宮崎病院
- 県立延岡病院
- 県立日南病院
- 宮崎県済生会日向病院
- 都農町国民健康保険病院
- 都城市郡医師会病院
- 小林市立病院
- 国立病院機構宮崎東病院
- 竹内病院

#### 鹿児島県
- 鹿児島市立病院
- 国立病院機構指宿医療センター
- 県立薩南病院
- 川内市医師会立市民病院
- 出水総合医療センター
- 県立北薩病院
- 霧島市立医師会医療センター
- 曽於医師会立病院
- 県民健康プラザ鹿屋医療センター
- 種子島医療センター
- 公立種子島病院
- 県立大島病院
- かごしま高岡病院
- 三船病院
- 国立病院機構南九州病院
- 屋久島徳洲会病院
- 宮上病院
- 徳之島徳洲会病院
- 谷山病院
- 沖永良部徳洲会病院

#### 沖縄県
- 沖縄県立北部病院
- 沖縄県立中部病院
- 沖縄県立南部医療センター・こども医療センター
- 沖縄県立精和病院
- 沖縄県立宮古病院
- 沖縄県立八重山病院
- 琉球大学医学部附属病院
- 国立病院機構沖縄病院

## 資料
- “感染症指定医療機関の指定状況（平成31年4月1日現在）｜厚生労働省”. www.mhlw.go.jp. 2020年3月22日閲覧。